# Köprüçay
Köprüçay (auch Köprü Irmağı, türkisch für „Brücken-Fluss“; in der Antike altgriechisch Eurymedon) ist ein Fluss, der in Pamphylien in der heutigen Süd-Türkei, vom Taurusgebirge her kommend, am antiken Aspendos vorbei zum Mittelmeer fließt. Der Eurymedon spielte in den Perserkriegen eine wichtige Rolle, da an seiner Mündung 466/465 v. Chr. die Schlacht am Eurymedon stattfand.
Im Mittellauf bildet der Fluss eine mehrere hundert Meter tiefe Schlucht, die als „Köprülü-Canyon“ bekannt ist und seit 1973 im Köprülü-Kanyon-Nationalpark geschützt ist. In ihrem Verlauf wird der Fluss von der Olukköprü-Karstquelle verstärkt, deren minimale Schüttung 35 m³/s beträgt.
Bei Aspendos quert die aus dem Mittelalter erhaltene Eurymedonbrücke den Fluss. Etwa 42 km flussaufwärts auf dem Weg nach Selge überquert eine – noch befahrene – römische Steinbogenbrücke den Fluss in, je nach Wasserstand, 30 bis 35 m Höhe. Am Oberlauf auf dem Gebiet der Stadt Timbriada gab es bei einem Heiligtum des Flussgottes ebenfalls eine antike Brücke.